# Muzeum Parafialne w Dobrej
Muzeum Parafialne w Dobrej – placówka muzealna, będąca filią Muzeum Diecezjalnego w Tarnowie, znajdująca się w pomieszczeniach plebanii i zabytkowego kościoła parafii Matki Bożej Szkaplerznej w Dobrej k. Limanowej.
Jako datę utworzenia muzeum przyjmuje się rok 1955, ale już cztery lata wcześniej miejscowy proboszcz Edward Wojtusiak rozpoczął inwentaryzację wyposażenia kościoła oraz innych zabytków w Dobrej. Udało mu się zgromadzić sporą kolekcję malarstwa, rzeźby, rzemiosła i zabytków etnograficznych, które w 1971 roku trafiły do rejestru zabytków województwa małopolskiego.
Do najcenniejszych eksponatów należą:
- pochodząca z Bazylei Biblia, zdobiona litografami, wydana w 1568;
- obraz Matki Bożej Szkaplerznej z 1760;
- feretron z 1700;
- rzeźby św. Anny, św. Joachima z końca XVIII wieku;
- dokument sygnowany przez króla Zygmunta III Wazę z 1592;
- żelazny kufer z ryglami z XVI wieku.